# Жената на дявола
Жената на дявола (на испански: La mujer del Diablo) е мексиканска уеб теленовела, създадена от Леонардо Падрон и продуцирана от W Studios за ТелевисаУнивисион през 2022 г.
В главните роли са Хосе Рон и Каролина Миранда.

## Сюжет
Историята проследява живота на Наталия Вайехо, начална учителка, която мечтае да напусне града, за да се посвети на туризма, и Кристо Белтран, престъпник, който е благодетел на най-нуждаещите се и е обсебен от Наталия, независимо че е влюбена в друг мъж. Кристо е готов на всичко, за да покори сърцето на Наталия.

## Актьори
- Хосе Рон – Кристо Белтран
- Каролина Миранда – Наталия Вайехо
- Адриана Лувие
- Асул Гайта
- Алехандро Калва
- Хосе Пабло Минор – Диего Карвахал
- Самади Сендехас
- Моника Дионе
- Янис Гереро
- Марко Антонио Тостадо
- Родолфо Ариас

## Премиера
Премиерата на „Жената на дявола“ е на 21 юли 2022 г. по стрийминг платформата на ТелевисаУнивисион Vix+, като едно от първите заглавия след официалното ѝ стартиране.

## Продукция
Теленовелата е обявена на 31 октомври 2021 г. по време на предварителната презентация на Телевиса за 2022 г., като е част от първите заглавия за новата стрийминг услуга, създадена след сливането на Телевиса и Унивисион. Записите започват на 24 януари 2022 г.